# Lista de atos institucionais
Esta é uma lista de atos institucionais, publicados durante a ditadura militar brasileira.
Houve 17 atos institucionais, decretados entre 1964 e 1969. Esses documentos institucionalizaram o regime militar no Brasil, estabelecendo restrições a direitos civis e políticos. Foram signatários normalmente a cúpula do Executivo e os comandantes militares.
Os originais dos atos institucionais são mantidos no Arquivo Nacional. Esses decretos não estão mais em vigor.
| Ato institucional | Capa | Data de publicação | Local de publicação | Número de páginas | Signatários | Página associada no Wikisource | Documento completo |
| ----------------- | ---- | ------------------ | ------------------- | ----------------- | --- | ------------------------------ | ------------------ |
| AI-1              |      | 09/04/1964         | Rio de Janeiro      |                   | Signatários Costa e Silva Francisco de Assis Correia de Melo Augusto Rademaker |                                |                    |
| AI-2              |      | 27/10/1965         | Brasília            | 12                | Signatários Humberto de Alencar Castelo Branco Juracy Magalhães Paulo Bosísio Costa e Silva Vasco Leitão da Cunha Eduardo Gomes |                                |                    |
| AI-3              |      | 05/02/1966         | Brasília            | 5                 | Signatários Humberto de Alencar Castelo Branco Mem de Azambuja Sá Zilmar Campos de Araripe Macedo Juracy Magalhães Eduardo Gomes Q42369079 |                                |                    |
| AI-4              |      | 07/12/1966         | Brasília            | 3                 | Signatários Humberto de Alencar Castelo Branco Carlos Medeiros Zilmar Campos de Araripe Macedo Ademar de Queirós Manoel Pio Corrêa Eduardo Gomes |                                |                    |
| AI-5              |      | 13/12/1968         | Brasília            | 9                 | Signatários Costa e Silva Luís Antônio da Gama e Silva Augusto Rademaker Aurélio de Lira Tavares José de Magalhães Pinto Antônio Delfim Netto Mário Andreazza Ivo Arzua Pereira Tarso de Morais Dutra Jarbas Passarinho Márcio de Souza Mello Leonel Tavares Miranda de Albuquerque José Costa Cavalcanti Edmundo de Macedo Soares e Silva Hélio Beltrão Afonso Augusto de Albuquerque Lima Carlos Furtado de Simas |                                |                    |
| AI-6              |      | 01/02/1969         | Brasília            | 5                 | Signatários Costa e Silva Luís Antônio da Gama e Silva Augusto Rademaker Aurélio de Lira Tavares José de Magalhães Pinto Antônio Delfim Netto Mário Andreazza Ivo Arzua Pereira Tarso de Morais Dutra Jarbas Passarinho Márcio de Souza Mello Leonel Tavares Miranda de Albuquerque Antônio Dias Leite Júnior Edmundo de Macedo Soares e Silva Hélio Beltrão José Costa Cavalcanti Carlos Furtado de Simas          |                                |                    |
| AI-7              |      | 26/02/1969         | Brasília            | 4                 | Signatários Costa e Silva Luís Antônio da Gama e Silva Augusto Rademaker Aurélio de Lira Tavares José de Magalhães Pinto Antônio Delfim Netto Mário Andreazza Ivo Arzua Pereira Tarso de Morais Dutra Jarbas Passarinho Márcio de Souza Mello Leonel Tavares Miranda de Albuquerque Antônio Dias Leite Júnior José Fernandes de Lima Hélio Beltrão José Costa Cavalcanti Carlos Furtado de Simas                    |                                |                    |
| AI-8              |      | 02/04/1969         | Brasília            | 3                 | Signatários Costa e Silva Luís Antônio da Gama e Silva Augusto Rademaker Aurélio de Lira Tavares José de Magalhães Pinto Antônio Delfim Netto Mário Andreazza Ivo Arzua Pereira Tarso de Morais Dutra Jarbas Passarinho Márcio de Souza Mello Leonel Tavares Miranda de Albuquerque Edmundo de Macedo Soares e Silva Antônio Dias Leite Júnior Hélio Beltrão José Costa Cavalcanti Carlos Furtado de Simas          |                                |                    |
| AI-9              |      | 25/04/1969         | Brasília            | 3                 | Signatários Costa e Silva Luís Antônio da Gama e Silva Augusto Rademaker Aurélio de Lira Tavares José de Magalhães Pinto Antônio Delfim Netto Mário Andreazza Ivo Arzua Pereira Tarso de Morais Dutra Jarbas Passarinho Márcio de Souza Mello Leonel Tavares Miranda de Albuquerque Edmundo de Macedo Soares e Silva Antônio Dias Leite Júnior Hélio Beltrão José Costa Cavalcanti Carlos Furtado de Simas          |                                |                    |
| AI-10             |      | 16/05/1969         | Brasília            | 4                 | Signatários Costa e Silva Luís Antônio da Gama e Silva Augusto Rademaker Aurélio de Lira Tavares Q15526087 Antônio Delfim Netto Mário Andreazza Ivo Arzua Pereira Favorino Bastos Mércio Jarbas Passarinho Márcio de Souza Mello Leonel Tavares Miranda de Albuquerque Edmundo de Macedo Soares e Silva Antônio Dias Leite Júnior Hélio Beltrão José Costa Cavalcanti Carlos Furtado de Simas                       |                                |                    |
| AI-11             |      | 14/08/1969         | Brasília            | 4                 | Signatários Costa e Silva Luís Antônio da Gama e Silva Augusto Rademaker Aurélio de Lira Tavares José de Magalhães Pinto Antônio Delfim Netto Mário Andreazza Ivo Arzua Pereira Tarso de Morais Dutra Jarbas Passarinho Márcio de Souza Mello Leonel Tavares Miranda de Albuquerque Edmundo de Macedo Soares e Silva Antônio Dias Leite Júnior Hélio Beltrão José Costa Cavalcanti Carlos Furtado de Simas          |                                |                    |
| AI-12             |      | 31/08/1969         | Brasília            | 3                 | Signatários Augusto Rademaker Aurélio de Lira Tavares Márcio de Souza Mello Luís Antônio da Gama e Silva José de Magalhães Pinto Antônio Delfim Netto Mário Andreazza Ivo Arzua Pereira Tarso de Morais Dutra Jarbas Passarinho Leonel Tavares Miranda de Albuquerque Edmundo de Macedo Soares e Silva Antônio Dias Leite Júnior Hélio Beltrão José Costa Cavalcanti Carlos Furtado de Simas                        |                                |                    |
| AI-13             |      | 05/09/1969         | Brasília            | 2                 | Signatários Augusto Rademaker Aurélio de Lira Tavares Márcio de Souza Mello Luís Antônio da Gama e Silva José de Magalhães Pinto Antônio Delfim Netto Mário Andreazza Ivo Arzua Pereira Tarso de Morais Dutra Jarbas Passarinho Leonel Tavares Miranda de Albuquerque Edmundo de Macedo Soares e Silva Antônio Dias Leite Júnior Hélio Beltrão José Costa Cavalcanti Carlos Furtado de Simas                        |                                |                    |
| AI-14             |      | 05/09/1969         | Brasília            | 3                 | Signatários Augusto Rademaker Aurélio de Lira Tavares Márcio de Souza Mello Luís Antônio da Gama e Silva José de Magalhães Pinto Antônio Delfim Netto Mário Andreazza Ivo Arzua Pereira Tarso de Morais Dutra Jarbas Passarinho Leonel Tavares Miranda de Albuquerque Edmundo de Macedo Soares e Silva Antônio Dias Leite Júnior Hélio Beltrão                                                                      |                                |                    |
| AI-15             |      | 11/09/1969         | Brasília            | 3                 | Signatários Augusto Rademaker Aurélio de Lira Tavares Luís Antônio da Gama e Silva José de Magalhães Pinto Antônio Delfim Netto Mário Andreazza Ivo Arzua Pereira Tarso de Morais Dutra Jarbas Passarinho Edmundo de Macedo Soares e Silva Antônio Dias Leite Júnior Hélio Beltrão José Costa Cavalcanti Carlos Furtado de Simas                                                                                    |                                |                    |
| AI-16             |      | 14/10/1969         | Brasília            | 4                 | Signatários Augusto Rademaker Aurélio de Lira Tavares Luís Antônio da Gama e Silva José de Magalhães Pinto Antônio Delfim Netto Mário Andreazza Ivo Arzua Pereira Tarso de Morais Dutra Jarbas Passarinho Newton Burlamaqui Barreira Leonel Tavares Miranda de Albuquerque Edmundo de Macedo Soares e Silva Antônio Dias Leite Júnior Hélio Beltrão José Costa Cavalcanti Carlos Furtado de Simas                   |                                |                    |
| AI-17             |      | 14/10/1969         | Brasília            | 3                 | Signatários Augusto Rademaker Aurélio de Lira Tavares Luís Antônio da Gama e Silva José de Magalhães Pinto Antônio Delfim Netto Mário Andreazza Ivo Arzua Pereira Tarso de Morais Dutra Jarbas Passarinho Newton Burlamaqui Barreira Leonel Tavares Miranda de Albuquerque Edmundo de Macedo Soares e Silva Antônio Dias Leite Júnior Hélio Beltrão José Costa Cavalcanti Carlos Furtado de Simas                   |                                |                    |